# كلاتة أحمدي
كلاتة أحمدي هي قرية في مقاطعة كاشمر، إيران. يقدر عدد سكانها بـ 0 نسمة بحسب إحصاء 2016.